# Państwowy system odniesień przestrzennych
Państwowy system odniesień przestrzennych – system przyjętych i stosowanych w Polsce geodezyjnych układów współrzędnych płaskich prostokątnych (X,Y) oraz wysokości (H) obowiązujący na podstawie rozporządzenia Rady Ministrów z 15 października 2012 roku. Jednocześnie z jego wprowadzeniem moc straciło rozporządzenie z 8 sierpnia 2000 roku.

## Elementy państwowego systemu odniesień przestrzennych
Państwowy system odniesień przestrzennych tworzą:
1. geodezyjne układy odniesienia (będące matematyczną i fizyczną realizacją europejskiego ziemskiego systemu odniesienia ETRS89) oznaczone symbolami:
  1. PL-ETRF2000 – fizyczną realizacją tego układu jest sieć europejskich stacji permanentnych EPN (European Permanent Network) o dokładnie wyznaczonych współrzędnych oraz zmianach tych współrzędnych w czasie. Przenoszenie na obszar Polski tego układu odbywa się przez sieć stacji permanentnych ASG-EUPOS.
  2. PL-ETRF89 – fizyczną realizacją tego układu jest sieć punktów podstawowej osnowy geodezyjnej. Przenoszenie na obszar Polski tego układu odbywa się za pośrednictwem obserwacji satelitarnych GNSS (Global Navigation Satellite Systems).
2. układy wysokościowe (będące matematyczną i fizyczną realizacją europejskiego ziemskiego systemu wysokościowego EVRS) oznaczone symbolami:
  1. PL-KRON86-NH – układ ten tworzą wysokości normalne odniesione do średniego poziomu Morza Bałtyckiego, wyznaczonego dla mareografu w Kronsztadzie. Układ został zastąpiony 1 stycznia 2024 roku przez układ wysokościowy PL-EVRF2007-NH[3].
  2. PL-EVRF2007-NH – układ ten tworzą wysokości normalne odniesione do średniego poziomu Morza Północnego, wyznaczonego dla mareografu w Amsterdamie (Normaal Amsterdams Peil). Elipsoidą normalnego pola siły ciężkości jest elipsoida odniesienia GRS 80.
Fizyczną realizacją układów wysokościowych jest podstawowa osnowa wysokościowa. Wysokości normalne określa się na podstawie pomiarów geodezyjnych odniesionych do pola grawitacyjnego Ziemi, względem przyjętej powierzchni odniesienia, albo na podstawie pomiarów satelitarnych GNSS.
3. układy współrzędnych: 
  1. geocentrycznych kartezjańskich oznaczone symbolem XYZ,
  2. geocentrycznych geodezyjnych oznaczone symbolem GRS80h
  3. geodezyjnych oznaczone symbolem GRS80H;
4. układy współrzędnych płaskich prostokątnych oznaczone symbolami: 
  1. PL-LAEA – układ jest utworzony na podstawie matematycznie jednoznacznego przyporządkowania punktów na elipsoidzie odniesienia GRS 80 odpowiednim punktom na płaszczyźnie według teorii azymutalnego równopowierzchniowego odwzorowania Lamberta.
  2. PL-LCC – układ jest utworzony na podstawie matematycznie jednoznacznego przyporządkowania punktów na elipsoidzie odniesienia GRS 80 odpowiednim punktom na płaszczyźnie według teorii stożkowego równokątnego odwzorowania Lamberta. Obszar Polski obejmuje jeden pas równoleżnikowy tego układu.
  3. PL-UTM – układ jest utworzony na podstawie matematycznie jednoznacznego przyporządkowania punktów na elipsoidzie odniesienia WGS 84 odpowiednim punktom na płaszczyźnie według teorii odwzorowania poprzecznego Merkatora. Obszar Polski obejmują trzy pasy południkowe o rozciągłości równej 6º długości geodezyjnej każdy, o południkach osiowych – 15ºE, 21ºE i 27ºE, oznaczane numerami – 33, 34 i 35.
  4. PL-2000 – układ jest utworzony na podstawie matematycznie jednoznacznego przyporządkowania punktów na elipsoidzie odniesienia GRS 80 odpowiednim punktom na płaszczyźnie według teorii odwzorowania Gaussa-Krügera. Obszar Polski obejmują cztery pasy południkowe o rozciągłości równej 3º długości geodezyjnej każdy, o południkach osiowych – 15ºE, 18ºE, 21ºE i 24ºE, oznaczane numerami – 5, 6, 7 i 8.
  5. PL-1992 – układ jest utworzony na podstawie matematycznie jednoznacznego przyporządkowania punktów na elipsoidzie odniesienia GRS 80 odpowiednim punktom na płaszczyźnie według teorii odwzorowania Gaussa-Krügera. Obszar Polski obejmuje jeden pas południkowy o rozciągłości od 14º00’E do 24º30’E i południku osiowym 19ºE.

## Stosowanie państwowego systemu odniesień przestrzennych
Państwowy system odniesień przestrzennych stosuje się z uwzględnieniem:
1. układ współrzędnych PL-LAEA stosuje się na potrzeby analiz przestrzennych i sprawozdawczości na poziomie ogólnoeuropejskim
2. układ współrzędnych PL-LCC stosuje się na potrzeby wydawania map w skali 1:500 000 i w mniejszych skalach
3. układ współrzędnych PL-UTM stosuje się na potrzeby wydawania standardowych opracowań kartograficznych w skalach od 1:10 000 do 1:250 000, wydawania map morskich oraz wydawania innych map przeznaczonych na potrzeby bezpieczeństwa i obronności państwa
4. układ współrzędnych PL-2000 stosuje się na potrzeby wykonywania map w skalach większych od 1:10 000 – w szczególności mapy ewidencyjnej i mapy zasadniczej
5. układ współrzędnych PL-1992 stosuje się przy opracowaniach niestandardowych